# 盧卡斯·尤利斯
盧卡斯·尤利斯（1994年12月2日—）是捷克的一位足球運動員。他現在效力於捷克足球甲級聯賽球隊布拉格斯巴達，在場上的位置是前鋒。他也代表捷克U21國家隊參賽並參加了2017年歐洲U21足球錦標賽。

## 外部連結
- Template:CMFS player
- Soccerway資料庫：盧卡斯·尤利斯